# DAN-GAN
『DAN-GAN』（ダンガン）は、猿渡哲也による日本の漫画。

## 概要
双葉社の漫画雑誌「COMICアクションキャラクター」誌上で連載された。
元傭兵の犬神弾丸がさまざまな問題に命がけで奮闘するアクション劇画。話の流れは日本を舞台にした教師編と、アメリカを舞台にしたリスク・バイヤー編に分かれる。リスク・バイヤー編からは作品制作に梶研吾が参加している（クレジット表記は猿渡哲也・梶研吾）。
1995年に映画化もされた。

## 単行本
- アクションコミックス - 全5巻。5巻には読切作品「元気ですハイ!」「ボクサー・ブルー」「SHOUT」の三作品と作者あとがきを収録。
- 劇画キングシリーズ - 全5巻。
- バーガーSCスペシャル - 全4巻。

## ビデオ映画
1995年に『ダンガン教師』のタイトルで東映Vシネマレーベルからビデオ映画化された。　
キャスト 　
- 大仁田厚（犬神弾丸）
- 松田勝（武藤）
- 津久井啓太（明）
- 里香（海子）
- 有沢妃呂子（君代）
- 徳井優
- 一色采子
- 梶原聡
- ポール牧
- 山本集
- 山内としお
- 豊嶋稔
- 片岡鶴太郎（友情出演）

スタッフ　
- 監督：福岡芳穂
- 企画：黒澤満、岡田真
- プロデューサー：椙本英雄、長谷部晋作、山崎伸介
- 脚色：橋本裕志、福岡芳穂
- 撮影：CHIN桑山
- 美術：宮野雅人
- 照明：小中健二郎
- 音楽：SPONGE
- 音楽プロデューサー：久保淳
- 録音：遠藤和生
- 整音∶山本逸美
- 編集：鈴木歓
- 衣装（デザイン）：宮田弘子
- 助監督：鬼頭理三、阿部吉伸
- スクリプター：堀ヨシ子、佐粧俊之
- 発砲∶松川充雄
- 選曲∶中田裕章
- 効果∶佐々木英世
- 技斗∶深作覚
- 協力∶FMWクリエイティブ
- 製作協力∶ビジョン・スギモト、東映東京撮影所
- 製作：東映ビデオ